# Alfred Clayburn Atkey
Alfred Clayburn Atkey, kanadski novinar, letalski častnik, vojaški pilot in letalski as, * 16. avgust 1894, Toronto, Ontario, † 10. februar 1971, Toronto, Ontario.
Stotnik Atkey je v svoji vojaški službi dosegel 38 zračnih zmag.

## Življenjepis
Pred prvo svetovno vojno je bil novinar pri Toronto Evening Telegram, nakar je 19. oktobra 1916 vstopil v Kraljevi letalski korpus.
Septembra 1917 je postal vojaški pilot bombnika. Med celotno vojno je bil najuspešnejši letalski as dvokrilnikov.
7. in 9. maja 1918 je sestrelil 5 letal v enem dnevu.

## Odlikovanja
- Military Cross (MC) s ploščico